# Исторические поселения России
Истори́ческие поселе́ния — включённые в перечень исторических поселений федерального значения или в перечень исторических поселений регионального значения населённые пункты или их части, в границах которых расположены объекты культурного наследия, включённые в реестр, выявленные объекты культурного наследия и объекты, составляющие предмет охраны исторического поселения.
Перечень исторических поселений федерального значения:
| - Азов - Арзамас - Астрахань - Белёв - Белозерск - Боровск - Великий Устюг - Верхотурье - Владимир - Вологда - Вольск - Выборг - Галич - Гороховец - Дербент - Елабуга | - Елец - Енисейск - Зарайск - Иркутск - Касимов - Каргополь - Кинешма - Коломна - Кострома - Крапивна (село) - Кяхта - Осташков - Плёс - Ростов - Санкт-Петербург | - Севастополь - Смоленск - Сольвычегодск - Старая Русса - Старочеркасская (станица) - Суздаль - Таганрог - Томск - Торжок - Торопец - Тотьма - Тутаев - Чистополь - Шуя - Ярославль |

Понятие и перечень исторических поселений, состоящий из 41 населённого пункта, введены законодателем в 2010 году. Прежний список включал свыше 500 населённых пунктов.
Понятие исторических населённых пунктов было введено постановлением коллегии Министерства культуры РСФСР и Государственным комитетом Совета Министров РСФСР по делам строительства от 31 июля 1970 г. N 36, когда впервые был утверждён список из 115 исторических городов и других населённых пунктов РСФСР. Через 20 лет постановлением коллегии Министерства культуры РСФСР № 12 от 19 февраля 1990 года, коллегии Госстроя РСФСР № 3 от 28 февраля 1990 года и президиума Центрального совета ВООПИиК № 12 (162) от 16 февраля 1990 года, по согласованию с Советами Министров автономных республик, исполкомами краевых и областных Советов народных депутатов был принят новый список исторических населённых мест РСФСР. Он значительно расширился и включал 426 городов, 54 посёлка городского типа и 56 сёл.
В июле 2010 года был издан совместный приказ Минкульта и Минрегиона № 418/339, согласно которому перечень исторических городов России был сокращён более чем в 11 раз — с 478 до 41. В частности, в федеральный перечень не вошли такие исторически значимые города, как Москва, Великий Новгород, Псков, Углич, Переславль-Залесский, Островной.
Севастополь (территория Украины, по мнению ряда стран) был включен в федеральный перечень Приказом Минкультуры России от 11.01.2016 N 2 «О включении города Севастополь в федеральный перечень исторических поселений федерального значения, утверждении границ территории и предмета охраны исторического поселения город Севастополь». (Зарегистрировано в Минюсте России 01.03.2016 N 41268).
Белёв был включен в федеральный перечень Приказом Минкультуры России от 26.12.2014 № 2449 «О включении города Белева Тульской области в перечень исторических поселений федерального значения, утверждении границ территории и предмета охраны исторического поселения город Белев Тульской области» (зарегистрирован в Минюсте России 10.02.2015 № 35959).
Старая Русса была включена в федеральный перечень Приказом Минкультуры России от 17.03.2015 № 394 «О включении города Старая Русса Новгородской области в перечень исторических поселений федерального значения, утверждении границ территории и предмета охраны исторического поселения город Старая Русса Новгородской области» (зарегистрирован в Минюсте России 15.04.2015 № 36859).
Боровск был включен в федеральный перечень Приказом Минкультуры России от 7.10.2020 № 1196 «О включении города Боровска Калужской области в перечень исторических поселений федерального значения, утверждении предмета охраны, границ территории и требований к градостроительным регламентам в границах территории исторического поселения федерального значения город Боровск Калужской области» (зарегистрирован в Минюсте России 16.04.2021 № 63153).